# Камбейська затока
Камбе́йська затока (гінді खंभात की खाड़ी) — затока Аравійського моря на північно-західному узбережжі Індостану, штат Гуджарат, Індія. Вона простягається на 130 км та відокремлює розташований на заході півострів Катхіавар від решти Гуджарату на сході. У Камбейську затоку впадають річки Нармада, Сабарматі та Тапті. Сама затока досить неглибока і рясніє піщаними мілинами. Невелика глибина призводить до великих коливань берегової лінії між припливом та відпливом. Це використовується, зокрема, місцевими корабельнями.
Камбейська затока з давніх часів була важливим торговим центром. Її порти сполучають внутрішню частину Індії з морськими торговими шляхами Індійського океану. Історично значущими портами є Бхаруч, Сурат, Камбей, Бхавнагар і Даман. Бхаруч був найбільш значущий в античну епоху, а Камбей — у Середньовіччя. Після того, як перед портом намило багато піску, його місце в якості самого значущого порту Імперії Великих Моголів зайняв Сурат.
Сліди стародавніх поселень в околицях Камбейської затоки, що відносяться доіндійської цивілізації (поселення Лотхал), були виявлені в 2002 році.